# Trnávka, Dunajská Streda
Trnávka este o comună slovacă, aflată în districtul Dunajská Streda din regiunea Trnava. Localitatea se află la altitudinea de 122 m deasupra n.m., se întinde pe o suprafață de 7,97 km2 și în 2017 număra 495 de locuitori.

## Istoric
Localitatea Trnávka este atestată documentar din 1275.

## Demografie
| An:                | 1994 | 2004   | 2014    | 2024    |
| ------------------ | ---- | ------ | ------- | ------- |
| Număr de persoane: | 404  | 431    | 490     | 570     |
| Diferență:         |      | +6,68% | +13,68% | +16,32% |

| An:                | 2023 | 2024   |
| ------------------ | ---- | ------ |
| Număr de persoane: | 548  | 570    |
| Diferență:         |      | +4,01% |